# Салингре, Алексей Васильевич
Алексей Васильевич Салингре (1837—1877) — полковник, командир 9-го стрелкового батальона. Участник Русско-турецкой войны (1877—1878).

## Биография
Родился в 1837 году в семье потомка финского дворянина из Нюландской губернии. Рано посвятил себя военному делу и начал службу в лейб-гвардии Финском стрелковом батальоне в 1853 году в звании рядового.
Участвовал в Крымской войне, защищая побережье Балтийского моря от кораблей англо-французского флота. Был повышен в звании до лейтенанта с назначением в 4-й стрелковый батальон.
Принимал участие в подавлении Январского восстания, в ходе которого был ранен. В 1874 году ему было присвоено звание полковника с назначением командиром 9-го стрелкового батальона 3-й стрелковой бригады под командованием генерал-майора Владимира Добровольского.
Принимал участие в Русско-турецкой войне. В составе объединенного отряда с генерал-майором Александром Имеретинским он принял участие в освобождении Ловеча 22 августа 1877 года. Смело сражался во время третьего штурма Плевны, где был убит вражеской пулей 30 августа 1877 года.